# أرني بيرنستاين
أرني بيرنستاين (بالإنجليزية: Arnie Bernstein)‏ هو مؤرخ أمريكي، ولد في 1960.